# (50412) Ewen
(50412) Ewen est un astéroïde de la ceinture principale.

## Description
(50412) Ewen est un astéroïde de la ceinture principale. Il fut découvert le 26 février 2000 à Rock Finder par William Kwong Yu Yeung. Il présente une orbite caractérisée par un demi-grand axe de 2,69 UA, une excentricité de 0,08 et une inclinaison de 3,0° par rapport à l'écliptique.

## Compléments